# Staffanstorps distrikt
Staffanstorps distrikt är från 2016 ett distrikt i Staffanstorps kommun och Skåne län.
Distriktet omfattar tätorten Staffanstorp med kringområde.

## Tidigare administrativ tillhörighet
Distriktet inrättades 2016 och utgörs av socknarna Brågarp och Nevishög i Staffanstorps kommun.
Området motsvarar den omfattning Staffanstorps församling hade till år 2000 och som den fick 1964 när socknarnas församlingar gick samman.